# Haworthia cummingii
Haworthia cummingii är en grästrädsväxtart som beskrevs av Ingo Breuer och M. Hayashi. Haworthia cummingii ingår i släktet Haworthia och familjen grästrädsväxter. Inga underarter finns listade i Catalogue of Life.